# Ти си принцеза
Ти си принцеза је  српски филм из 2025 године.
Филм ће бити премијерно приказан на 49 фестивалу филмског сценарија у Врњачкој Бањи.

## Радња
Kaда Лара (12-15) бива приморана да напише нову песму Силвани, злој власници циркуса, за највећи музички фестивал у земљи, она одлучује да пође на пут, заједно са својим пријатељима Тодором и Ксенијом, као и са ујаком Илијом, не би ли нашла некадашњу највећу музичку звезду Елену у нади да ће јој вратити инспирацију и веру у музику, не знајући да зла Сирена има потпуно друге планове за њу...

## Улоге
| Глумац             | Улога |
| ------------------ | ----- |
| Јелена Ступљанин   |       |
| Бојан Димитријевић |       |
| Мила Средојевић    |       |
| Теодора Васић      |       |
| Петар Васиљевић    |       |
| Искра Радовић      |       |
| Дамјан Кецојевић   |       |
| Јоаким Тасић       |       |